# Scott Gray (rugby à XV)
Pour les articles homonymes, voir Scott Gray et Gray.
Pas d'image ? Cliquez ici

a Compétitions nationales et continentales officielles uniquement.

b Matchs officiels uniquement.
Dernière mise à jour le 23 février 2012.
Scott Donald Gray, né le 25 février 1978 à Salisbury (aujourd'hui Harare), est un joueur de rugby à XV qui joue avec l'équipe d'Écosse depuis 2004 et avec les Border Reivers, évoluant au poste de troisième ligne aile. 

## Biographie
Scott Gray joue successivement avec Bath Rugby de 2003 à 2004, avec les Border Reivers dans la Celtic League de 2004 à 2007 et avec les Northampton Saints de 2008 à 2010. Il obtient sa première cape internationale le 6 novembre 2004 à l’occasion d’un match contre l'équipe d'Australie.

## Statistiques en équipe nationale
- 8 sélections
- 5 points (1 essai)
- Sélections par années : 1 en 2004, 3 en 2008, 4 en 2009
- Tournoi des Six Nations disputé : 2009